# 秋月級驅逐艦

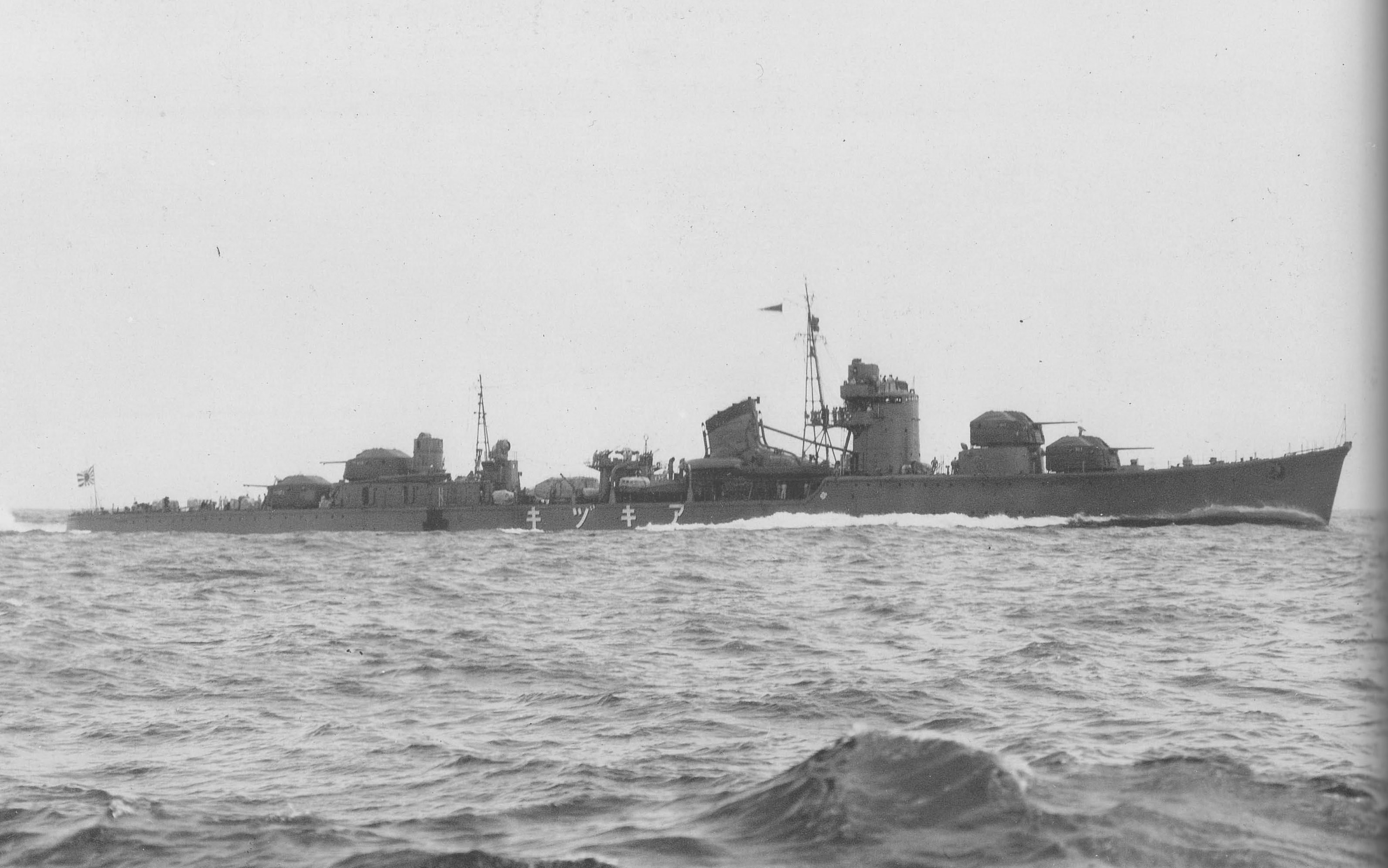
首舰“秋月”号

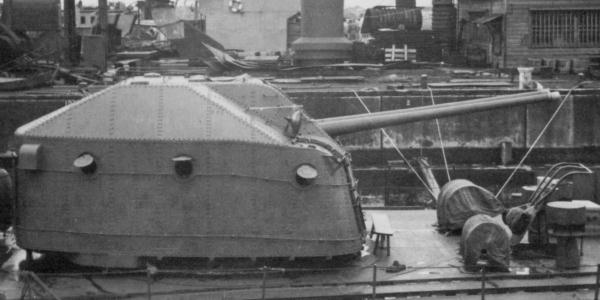
双联装100毫米/65倍口径的九八式高炮全封闭式炮塔

秋月級驅逐艦（日语：秋月型駆逐艦）是日本帝國海軍于第二次世界大战期间建造的驱逐舰，屬「乙型驅逐艦」（防空型），也是乙型驱逐舰的唯一艦型。設計目的是保護主力艦隊免受敵方自空中的攻擊，作为“防空直卫舰”被用于護衛航空母舰艦隊；她同時被認為是日本帝國海軍中最實用的一款驅逐艦。

## 設計源起
在二戰爆發前夕，各海軍強國開始注意到空中武力對船艦的威脅，在有限的預算下英國皇家海軍將一戰服役的C级輕巡洋艦挑選出艦況較好的幾艘改装防空火炮改造為防空用艦。同時英國和美國也開始設計新型專業防空巡洋艦；日本帝國海軍在1937年便有計劃想仿造英國模式將其手上的5,500噸型輕巡洋艦提升防空火力，但很快地就被否決，原因則相當多重。
首先是帝國海軍的輕巡洋艦受限造艦時代背景，設計上不符近代所需；1920年代輕巡洋艦造艦哲學以追求高速為主要導向。然而當時推進科技尚難以滿足軍方要求，為追求高速性能而設計出細長船身，加上老舊的煙囪設計，讓服役中的老船甲板可用面積不足。即便改裝，炮座位置仍然有限，也無法製造足夠的防空火網，該缺陷在1944年五十鈴號輕巡洋艦的改造上得到檢證；該艦改裝後只能裝設3座雙連裝高射炮。至於建造新的防空用輕巡，則會牽涉到預算與軍種現代化的分配問題，而日軍輕巡洋艦的「正業」應該是魚雷戰而不是防空用，後來建造阿賀野級輕巡洋艦亦反映了這項正論；延續著魚雷戰思維，日本的大型艦主要功能並不是艦隊護航，而是艦隊決戰，要抽調更多大型艦去擔任艦隊護航的想法並不是意見主流，所以拿巡洋艦防空這個概念就因此被否決。
然而為了滿足艦隊防空需求，日本帝國海軍自1937年开始着手研究具备较强防空火力的“防空直卫舰”。1938年7月以F51案初稿呈現，艦政本部由工程師松本喜太郎領軍設計出一艘標準排水量2200噸、裝備4座100公厘主炮、2挺高射機炮、最高速度35節、續航距離1萬海浬、不裝備任何魚雷發射管的艦隻。然而日本海軍高層無法接受驅逐艦不裝鱼雷武器的極端想法，要求要安裝與陽炎級同等的魚雷酬載；但如果要滿足眾人需要的話這艘「驅逐艦」光載油就需1200噸，以日本技術最後必定會超過4000噸，耗費的人物力最後會和造艘新型輕巡沒差到哪去；最後雙方各自妥協，1938年9月遞交的驅逐艦修訂案中技術規格降低到最高航速33節、續航力8000海浬、且増裝一具可發射氧氣魚雷的四連裝魚雷發射管，標準排水量提高到2350噸。
在1939年4月，防空驅逐艦正式定稿列入當年通過第四次軍艦補充計畫，称为“乙型驱逐舰”，該年預算通過了6艘造艦經費。這時候的乙驅增裝了2組九四式深水炸彈投擲機充實反潛戰力，標準排水量也放寬提高到2700噸。乙驅設計目的是能夠保護艦隊來自空中的威脅，因此有別於傳統日本驅逐艦強調對艦魚雷戰力，秋月級的設計完全朝向防空能力的發揮。秋月級首艦在1940年7月30日動工，並伴隨著太平洋戰爭展開不斷追加，1941年度追加建造10艘，1942年补充建造计划数量增加至36艘。

## 概貌
1942年，秋月級服役。她的舰体外觀承襲了日本典型驱逐舰样式，采用长艏楼船型，艦首帶有向上彎曲弧度，以及集中式煙囪；由於她是日本驅逐艦中唯一一款使用前後雙主炮配置，外觀上很像夕張號輕巡洋艦。秋月級艦體共分成24段大型水密艙壁，且修改了輪機艙的配置；絕大部分的日本驅逐艦輪機艙間設計是採「鍋爐・渦輪機・減速機」各自單獨艙間設計，一旦任何艙間中彈都會造成艦體動力停擺；秋月級鍋爐艙隔間採前1後2分隔配置，艦體後段的艙室變成「左渦輪機・減速機」與「右渦輪機・減速機」分別隔開，這些設計有助提升秋月級的抗損效能。
秋月級的動力裝置承襲陽炎級，鍋爐蒸氣出口溫度攝氏350度、操作壓力30公斤/平方公分，燃油主要儲放在雙層船底的夾層內。
秋月級主炮是4座以防空考量設計的電動雙聯裝100毫米/65倍倍径的九八式高射炮，砲塔為全封闭、背负式佈局，在艦艏、艉各設2座，全艦共有8門主炮。火炮初速等局部性能標準優於當時美造與日製127公厘高平兩用砲；但缺点是工艺复杂制造周期长，炮管寿命较短并且没有近接信管，而且日本工業製造技術對該武裝製造工藝尚掌握不完全，持續操作時上彈機故障率偏高，這時就必須以人工裝填炮彈，而且因為本來就不是設計成人工裝填炮彈，導致戰鬥時常無法有效發揮射速優勢，再加上封閉式炮塔使得士兵進行人工裝填時有可能吸入射擊時産生的廢氣而昏迷。雖然秋月級完工時尚未裝備雷達，只能用光學測距儀確認目標；但火控系統配備日本海軍中最新式的九四式高射裝置，原本秋月級設計中會安裝兩部九四式高射裝置，但完工的12艘中沒有任何一艘使用該設計，全由設於艦橋的防空指揮所統一導控，後方防空指揮室船艙則挪用給高射機炮發射座使用。秋月級甲板完工時裝設4座共8門96式25毫米机关炮，用作近区域防空之用。
由於艦令部堅持，秋月級仍裝設了一座帶裝填裝置的四聯裝魚雷發射管，可發射九三式魚雷。舰尾装有两座深水炸弹发射装置，反潛搜索裝置只裝艦上裝設九三式水下聽音器，無主動聲納。
雖然稱為防空驅逐艦，但1940年動工時日本艦載雷達技術尚不成熟，因此秋月級的前3艘艦艇完工時沒有搭載雷達，直到初月號時雷達才開始成為本級艦的標準配備。而前三艘完工的艦艇，秋月號在1943年8月26日得到海軍命令，在該年11月裝上21號電探，同時進廠的還有涼月號。21號電探當時來說是戰艦或航空母艦才會設置的大型防空雷達，日本帝國海軍服役的驅逐艦中只有秋月級安裝此裝備；1944年7月上旬，秋月號增設了13號電探；在1944年的「阿號作戰後武裝增備狀況調查」報告書中，記載所有殘存的秋月級均已完成相同改裝。不過，雷伊泰灣海戰後，秋月級的21號電探均遭撤除，艦橋上改裝1座22號電探與1座13號電探；因此戰後殘存的秋月級是安裝了2座13號電探、1座22號電探狀態。這些雷達都沒有和火控系統整合，因此不像美國驅逐艦，增設雷達對改進秋月級構築防空火網效率的變化不大。

## 服役
秋月級当时是联合舰队最大、最好的防空驱逐舰，在1942年6月中途岛海战后才投入使用，是首先配备雷达的日本军舰之一。但秋月級產量太少，无法扭转美军舰载机在数量方面的优势；再加上生產技术複雜、生产速度缓慢，戰敗前日本一共只生產了12艘，當中有6艘在战争中被击沉，另外還有一艘尚在船台未完成便被作為賠償品。。
這12艘中，包含1939年訂單的6艘，以及1940年訂單10艘中的6艘；1942年以後的訂單則從未開工。1940年的訂單在開工時已經進入戰爭狀態，因此在建造途中實施船體工序簡化，在官方文書中稱為冬月級；在建造編號365號後的艦艇又更加簡化，因此公文上獨立出來稱滿月級，但這兩級艦在主要諸元上並沒有和秋月級有所不同，但為縮短造艦工序，船體以往設計有利於流體力學等曲線設計被大量平面給更替，在實際運用上仍有區別。
二戰後，因日本投降所有軍艦均解除戰備，尚殘存的6艘秋月級驅逐艦都被當作賠償艦交付戰勝國；其中大部分是立即解體，赔偿给中国和苏联的两艘驱逐舰担任訓練艦與標靶艦的身份使用至1960年代才報廢。

### 同型艦
| 建造編號                      | 艦名                      | 造船廠                    | 安放龍骨日期               | 下水                                         | 完工                                         | 結局                                                                    |
| F51計畫案（標準型秋月級）     | F51計畫案（標準型秋月級） | F51計畫案（標準型秋月級） | F51計畫案（標準型秋月級）  | F51計畫案（標準型秋月級）                    | F51計畫案（標準型秋月級）                    | F51計畫案（標準型秋月級）                                               |
| ----------------------------- | ------------------------- | ------------------------- | -------------------------- | -------------------------------------------- | -------------------------------------------- | ----------------------------------------------------------------------- |
| 104                           | 秋月號驅逐艦              | 舞鶴海軍工廠              | 1940年7月30日              | 1941年7月2日                                 | 1942年6月11日                                | 1944年10月25日在恩加诺角被美军飞机炸沉                                  |
| 105                           | 照月號驅逐艦              | 三菱重工長崎造船廠        | 1940年11月13日             | 1941年11月21日                               | 1942年8月31日                                | 1942年12月12日在所罗门群岛被美军鱼雷快艇发射鱼雷击沉                    |
| 106                           | 涼月號驅逐艦              | 三菱重工長崎造船廠        | 1941年3月15日              | 1942年3月4日                                 | 1942年12月29日                               | 1948年7月報銷作为防波堤                                                 |
| 107                           | 初月號驅逐艦              | 舞鶴海軍工廠              | 1941年7月25日              | 1942年4月3日                                 | 1942年12月29日                               | 1944年10月25日恩加尼奧角海戰後，遭美軍追擊艦隊炮擊擊沉                  |
| 108                           | 新月號驅逐艦              | 三菱重工長崎造船廠        | 1941年12月8日              | 1942年6月29日                                | 1943年3月31日                                | 1943年7月6日所罗门群岛新乔治亚岛库拉湾被美军击沉                        |
| 109                           | 若月號驅逐艦              | 三菱重工長崎造船廠        | 1942年3月9日               | 1942年11月24日                               | 1943年5月31日                                | 1944年11月11日在增援菲律賓莱特岛奧爾莫克灣船團護衛任務時遭美军飞机击沉  |
| 360                           | 霜月號驅逐艦              | 三菱重工長崎造船廠        | 1942年7月6日               | 1943年4月7日                                 | 1944年3月31日                                | 1944年11月25日被美军潜艇击沉                                            |
| F51案簡化修改版，冬月級       |                           |                           |                            |                                              |                                              |                                                                         |
| 361                           | 冬月號驅逐艦              | 舞鶴海軍工廠              | 1943年5月8日               | 1944年1月20日                                | 1944年5月25日                                | 1948年7月報廢，與涼月號一同用作若松港防波堤。                           |
| 362                           | 春月號驅逐艦              | 佐世保海軍工廠            | 1943年12月23日             | 1944年8月3日                                 | 1944年12月28日                               | 1947年8月28日給于蘇聯海軍，1969年6月4日退役報廢                         |
| 363                           | 宵月號驅逐艦              | 橫須賀浦賀船渠            | 1943年8月25日              | 1944年9月25日                                | 1945年1月31日                                | 1947年8月29日給于中華民國海軍，命名为“汾阳”，1963年報廢                 |
| 364                           | 夏月號驅逐艦              | 佐世保海軍工廠            | 1944年5月1日               | 1944年12月2日                                | 1945年4月8日                                 | 1947年8月28日讓渡給英國皇家海軍，調查後在1948年售予日本浦賀船渠拆解。   |
| F53計畫案（秋月級簡化修改版） |                           |                           |                            |                                              |                                              |                                                                         |
| 365                           | 滿月號驅逐艦              | 佐世保海軍工廠            | 1945年1月3日               | 1945年停工前完成16%建造進度，1948年2月拆解。 | 1945年停工前完成16%建造進度，1948年2月拆解。 | 1945年停工前完成16%建造進度，1948年2月拆解。                            |
| 366                           | 花月號驅逐艦              | 舞鶴海軍工廠              | 1944年2月10日              | 1944年10月10日                               | 1944年12月26日                               | 1947年8月28日給于美國海軍，編號DD-934，1948年2月3日击沉在日本五岛列岛。 |
| 367                           | 清月號驅逐艦              | 舞鶴海軍工廠              | 1944年12月14日造艦計畫取消 | 1944年12月14日造艦計畫取消                   | 1944年12月14日造艦計畫取消                   | 1944年12月14日造艦計畫取消                                              |
| 368                           | 大月號驅逐艦              | 佐世保海軍工廠            | 1944年12月14日造艦計畫取消 | 1944年12月14日造艦計畫取消                   | 1944年12月14日造艦計畫取消                   | 1944年12月14日造艦計畫取消                                              |
| 369                           | 葉月號驅逐艦              | 舞鶴海軍工廠              | 1944年12月14日造艦計畫取消 | 1944年12月14日造艦計畫取消                   | 1944年12月14日造艦計畫取消                   | 1944年12月14日造艦計畫取消                                              |

## 相關資料
- 倉橋友二郎. . 徳間書店. 1967-06. 作者在1944年6月-1945年5月期間擔任涼月號驅逐艦槍砲官（砲術長）一職。

## 參看
- 秋月級護衛艦 (1959年)：二次大戰結束、日本海上自衛隊成立之後所操作的一個護衛艦艦級，名稱承襲自本艦級。
- 秋月級護衛艦 (2010年)：日本海上自衛隊自2010年開始部署的一個護衛艦艦級，是第三個使用相同名稱的艦級。
- 大日本帝國海軍艦艇列表